# Ecseri út (Metró Budapest)
Ecseri út ist eine 1980 eröffnete Station der Linie M3 der Metró Budapest und liegt zwischen den Stationen Pöttyös utca und Népliget.
Die Station wurde 2019–2020 renoviert und befindet sich im IX. Budapester Bezirk (Ferencváros).

## Galerie

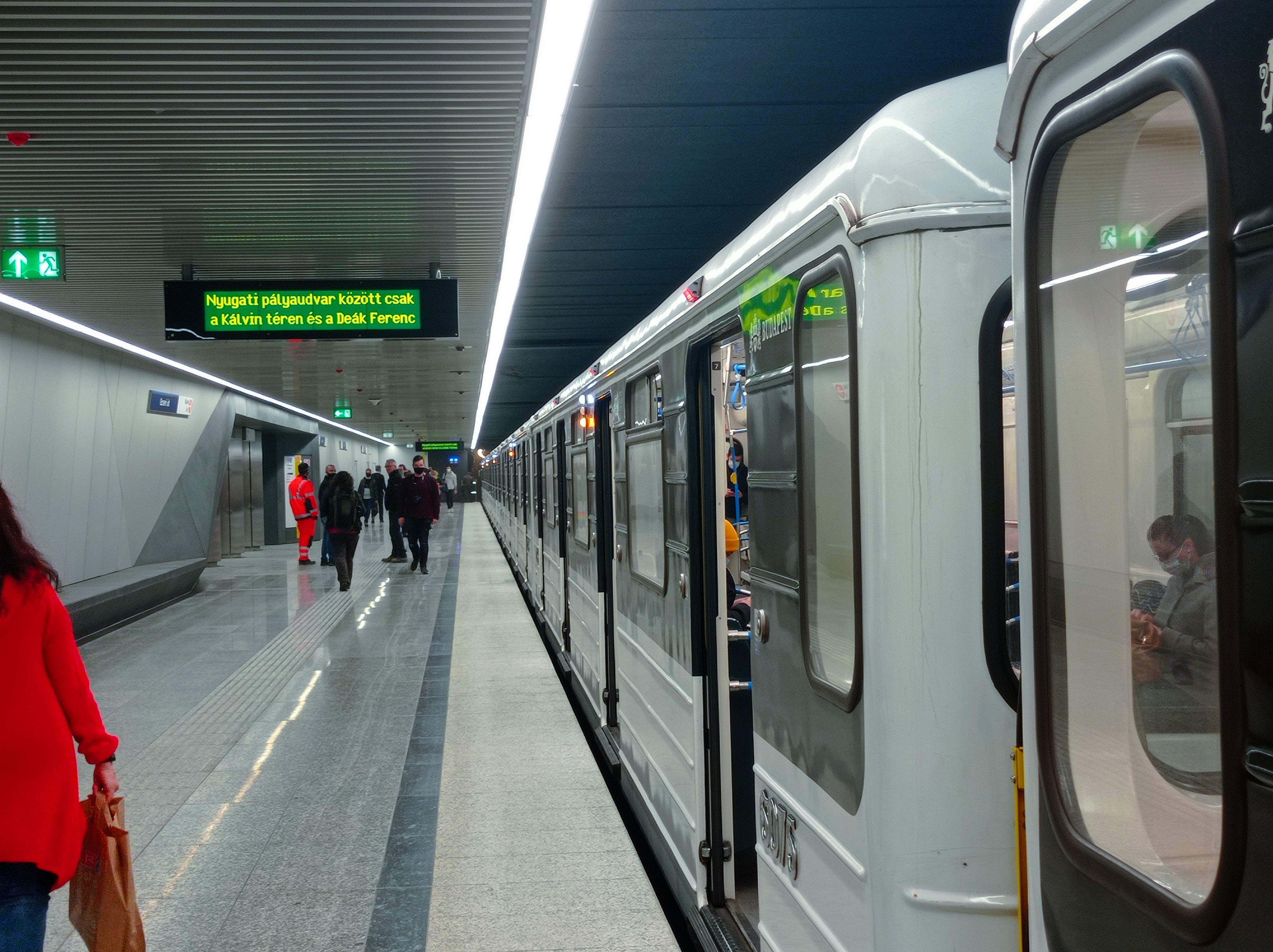
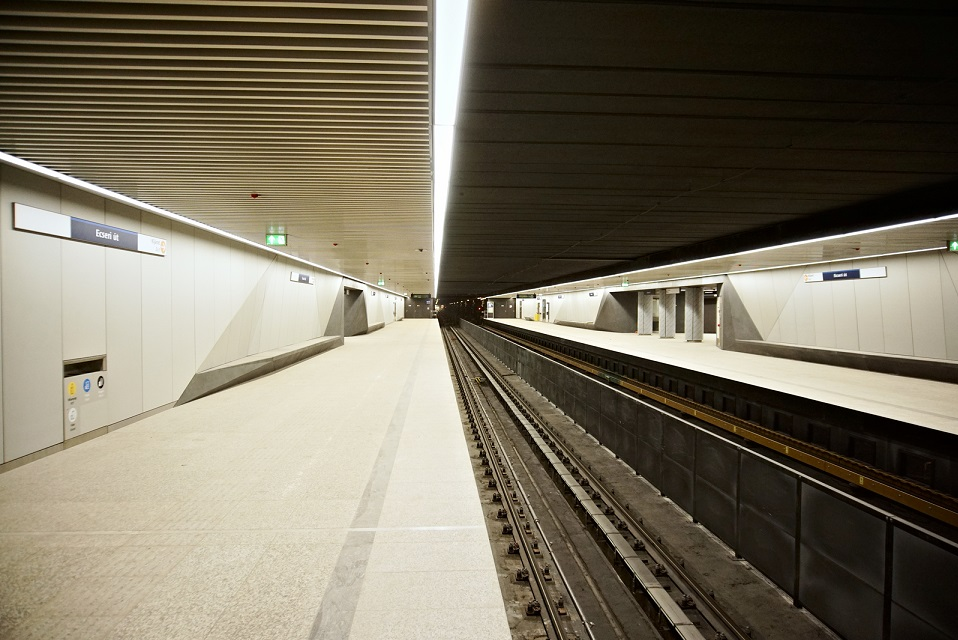